# Kokkedal (stacja kolejowa)
Kokkedal (duń. Kokkedal Station) – stacja kolejowa w miejscowości Hørsholm, w Regionie Stołecznym, w Danii. Znajduje się na linii Kystbanen.
Obsługiwana jest przez pociągi regionalne.
Budynek dworca powstał w 1906. Obecnie jest obiektem zabytkowym.

## Linie kolejowe
- Kystbanen